# Crégols
Crégols ist eine französische Gemeinde mit 82 Einwohnern (Stand 1. Januar 2022) im Département Lot in der Region Okzitanien. Sie gehört zum Arrondissement Cahors und zum Kanton Causse et Vallées.
Nachbargemeinden sind Tour-de-Faure im Norden, Saint-Martin-Labouval (Berührungspunkt) im Nordosten, Lugagnac im Südosten, Concots im Südwesten und Saint-Cirq-Lapopie im Westen.

## Bevölkerungsentwicklung
| Jahr      | 1962 | 1968 | 1975 | 1982 | 1990 | 1999 | 2008 | 2018 |
| --------- | ---- | ---- | ---- | ---- | ---- | ---- | ---- | ---- |
| Einwohner | 125  | 98   | 85   | 65   | 66   | 72   | 83   | 76   |

## Sehenswürdigkeiten

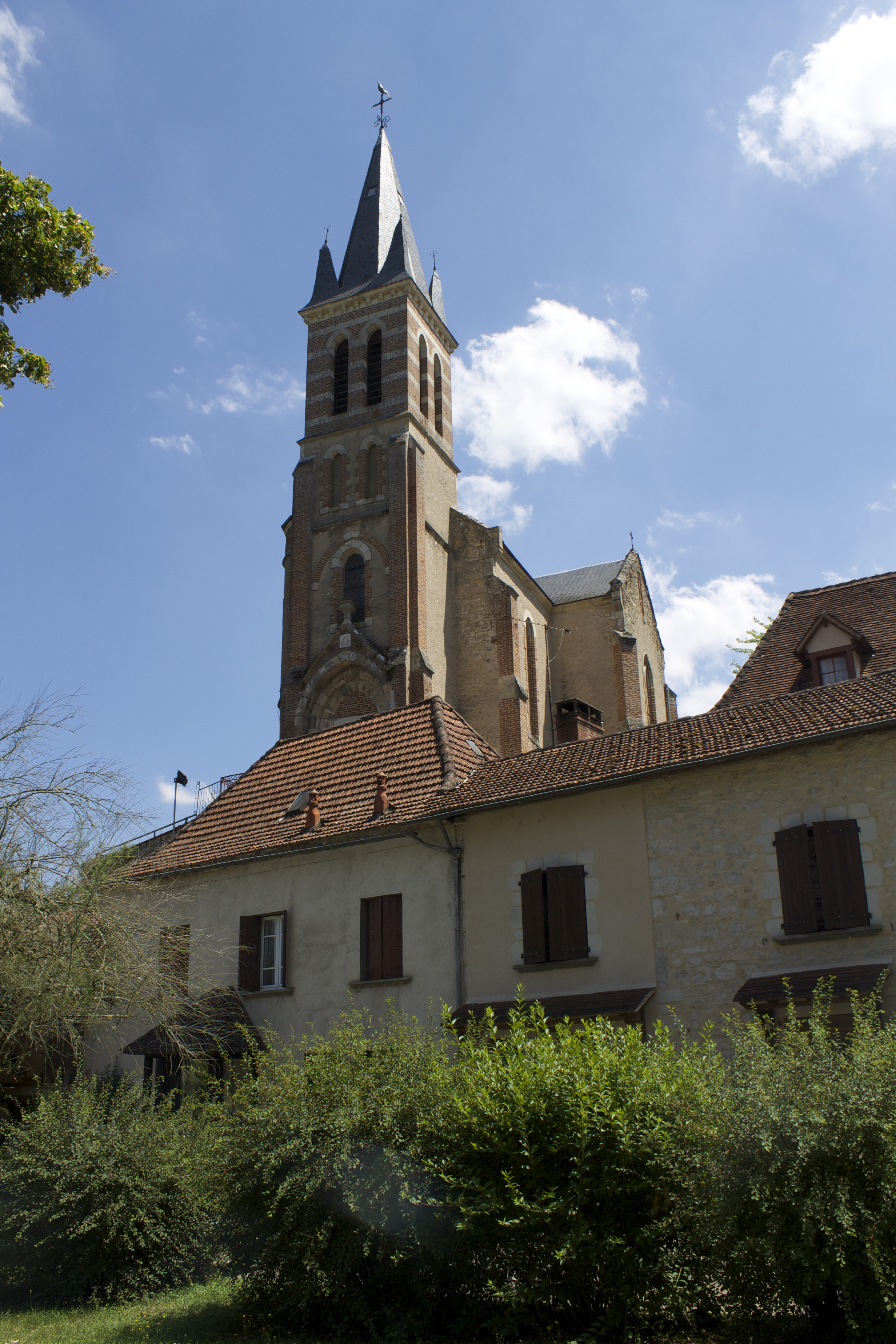
Kirche Saint-Pierre-ès-Liens

- Kirche Saint-Pierre-ès-Liens